# Ediciones Gigamesh
Ediciones Gigamesh (designada también con el nombre de «Alejo Cuervo, Editor») es una editorial española fundada en Barcelona en 1999 por Alejo Cuervo y especializada en fantasía y ciencia ficción. El nombre de la editorial se originó primero en el fanzine Gigamesh, que Cuervo publicó entre 1984 y 1990. Fue el nombre que Alejo Cuervo también conservó para bautizar los premios Gigamesh (1984-2000), la librería Gigamesh (abierta desde 1985), la revista Gigamesh (etapas dos y tres del fanzine, de 1991 a 2007) y, finalmente, la editorial (activa desde 1999).

## Historia

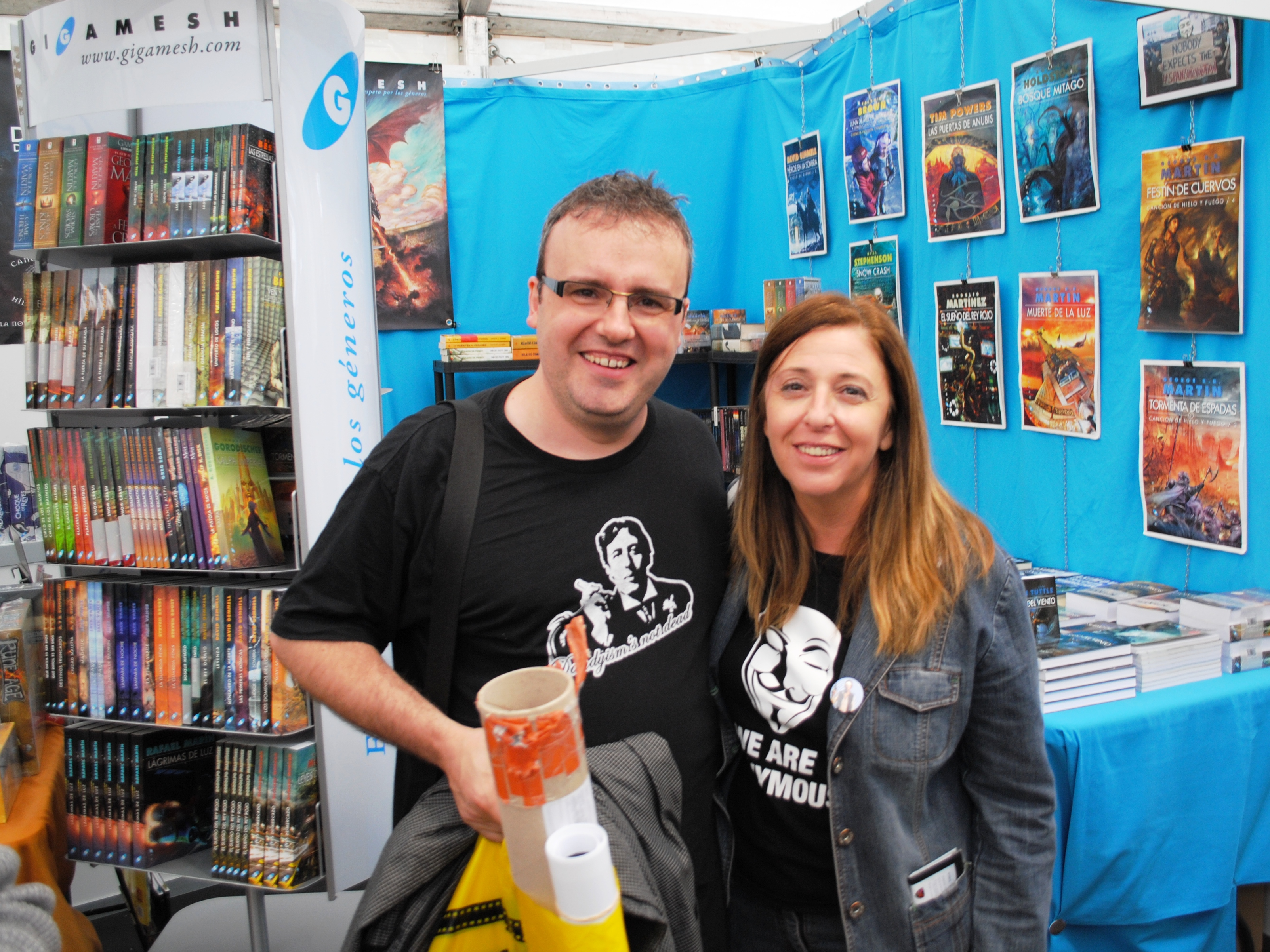
Corominas con Cristina Macía, ilustrador de las portadas y traductora, respectivamente, de Canción de hielo y fuego, publicado por Gigamesh en España, frente a un stand de la editorial, durante el Celsius 232.

Los inicios de Gigamesh en el mundo editorial se remontan a 1984, año en que Alejo Cuervo inició el fanzine de literatura de ciencia ficción Gigamesh y la atribución de los premios portadores del nombre del fanzine, los premios Gigamesh. Los premios Gigamesh fueron atribuidos de forma ininterrumpida hasta el año 2000 indistintamente a autores tanto españoles como extranjeros. En 1985 Cuervo abrió la librería Gigamesh atribuyéndole el nombre del fanzine, que fue publicado hasta 1990 y que en 1991 volvió bajo la forma de una revista oficial (siempre bajo el título Gigamesh) que fue publicada y presentada como la segunda época hasta 2003. Ediciones Gigamesh publicó una tercera época de la revista Gigamesh de 2004 a 2007 además de continuar traduciendo y publicando libros de fantasía y ciencia ficción, como lo hace todavía en la actualidad.